# Éric Hossan
 (juillet 2014).
Éric Hossan est un auteur né à Marseille en 1970.

## Biographie
Éric Hossan est né à Marseille le 20 août 1970. Il a d’abord été publicitaire[Quand ?], surtout dans la communication politique, puis a travaillé[Quand ?] en tant que chargé de communication à la mairie de Marseille. il s’est aussi lancé[Quand ?] dans l’écriture, notamment dans le genre thriller.
Il a écrit des scénarios[Quand ?]. a collaboré[Quand ?] avec Dominique Lancelot et Alexis Lecaye chez les Acteurs Auteurs Associés. Il participe régulièrement à des manifestations littéraires ainsi qu’à des rencontres cinéma & écriture, tels que le Forum du Cinéma et de l’Écriture de Monaco, le Festival de Cannes, le Festival des Scénaristes, etc.
Il se tourne en 2006 vers la comédie avec son roman parodique Deux Flics Ami Ami. Salué par la critique et en cours d’adaptation au café théâtre, ce roman original inclut un disque, la bande originale du livre, la BOL, composé par l’auteur et son complice Christian Cafiero du « Two Jazz Project », mélange de soul seventies, funk, électro jazz, pop, chill out. Two Jazz Project est chez le label Lad Records et Publishing depuis 2010.
En novembre 2008, le dernier opus de sa trilogie policière avec le personnage récurrent, le profileur Federico Boneblood est de retour. Ce tome 3 s’intitule la Confrérie de la Mort et l’action se déroule à New York. Epaulé par un agent du FBI, notre profileur va devoir affronter la folie meurtrière d’un tueur en série, et contrecarrer la conspiration d’un ordre obscur, la Confrérie de la Mort.
Après avoir obtenu le Prix GEO 2012 pour leur roman « DANS L’OMBRE DU JAGUAR », Éric HOSSAN et Thierry VIEILLE ont mis de nouveau leur imagination et savoir-faire en commun pour nous offrir[Quand ?] « DERRIÈRE LE SILENCE DE L’OURS BLANC », un nouveau thriller écologique au rythme insoutenable et au suspense inquiétant. A paraitre[Quand ?].
En septembre 2016 la réédition de« DANS L’OMBRE DU JAGUAR" dans une version enrichie et de la sortie « DERRIÈRE LE SILENCE DE L’OURS BLANC » le deuxième volet des aventures de Katherine Krall chez les éditions ODIN., 
En 2020 avec leur dernier roman Les Rivages de l'Oubli,Éric HOSSAN & Thierry VIEILLE abordent ici un nouveau thème, celui de l’exil d’un jeune migrant syrien, danseur étoile qui fuit son pays en guerre, à la recherche d’un nouvel espoir, d'un nouvel amour, d'une nouvelle vie, tout simplement. Ce roman est une ode à la liberté, à la tolérance, à l’espoir et à la renaissance...
Site Officiel de Thierry Vieille & Eric Hossan
http://agencedecalage.wixsite.com/hossanvieille